# Esamirim fasciatus
Esamirim fasciatus är en skalbaggsart som beskrevs av Martins och Maria Helena M. Galileo 2004. Esamirim fasciatus ingår i släktet Esamirim och familjen långhorningar.
Artens utbredningsområde är Costa Rica. Inga underarter finns listade i Catalogue of Life.